# Arise in Harmony
Arise in Harmony è il quinto album discografico dei Third World, pubblicato dalla casa discografica Island Records nel 1980.

## Tracce
Lato A
1. Arise – 3:09 (Michael Ibo Cooper)
2. Stand – 4:51 (Sylvester Stewart)
3. Visit from Mozambique – 0:56
4. Uptown Rebel – 3:50 (Steven Cat Coore, Michael Ibo Cooper)
5. Prisoner in the Street – 4:34 (Michael Ibo Cooper, Steven Cat Coore, William Rugs Clarke, Richie Daley, Willie Stewart, Irving Carrot Jarrett)
6. Stand Up on Your Own Two Feet – 4:32 (Chris Stanley, Willie Stewart, Michael Ibo Cooper)

Lato B
1. Stay – 4:26 (Charles Roberts)
2. Saturday Evening – 3:56 (Michael Ibo Cooper)
3. Dancing in the Rain – 4:10 (Michael Ibo Cooper, Steven Cat Coore, William Rugs Clarke, Richie Daley, Willie Stewart, Irving Carrot Jarrett)
4. Bridge of Life – 3:05 (Steven Cat Coore)
5. Give a Little Something – 3:36 (Steven Cat Coore, William Rugs Clarke)

- Visit from Mozambique è un omaggio offerto dal balletto nazionale del Mozambico in occasione di una loro visita in Giamaica.

## Formazione
- William Clarke (Rugs) - voce solista, chitarra ritmica, percussioni
- Michael Cooper (Ibo) - tastiere, voce, percussioni, basso
- Steven Coore (Cat) - chitarre, voce, basso
- Richard H. Daley (Richie) - basso, voce, chitarra
- William Stewart (Willy) - batteria, voce, percussioni
- Irving Jarrett (Carrot) - percussioni, voce

Ospite
- Charlie Roberts - pianoforte rhodes, accompagnamento vocale (brano: Stay)
- Third World - produttori
- Chris Blackwell - produttore esecutivo
- Registrazioni (e mixaggio) effettuate al Tuff Gong Records Limited di Kingston, Giamaica
- Errol Brown - ingegnere della registrazione e del mixaggio
- Chiao Ng - assistente ingegnere della registrazione
- Michael Ibo Cooper - ingegnere del mixaggio
- Chris Blackwell - assistente al mixaggio (brani: Stand e Give a Little Something)[1]